# E-Gitarrenbox
Eine E-Gitarrenbox ist eine Holzkonstruktion zur Schallwiedergabe eines E-Gitarrenverstärkers. Zwei übereinandergestellte 4x12″ Boxen mit einem Verstärker obendrauf werden auch „Full-Stack“ genannt. Eine einzelne 4x12" Box auch „Half-Stack“.
Das verstärkte Schallsignal wird vom Gitarrenverstärker über ein Lautsprecherkabel in die Box gegeben. Auf deren Vorderseite sind die Lautsprecher angebracht während sich hinten der Anschluss für den Gitarrenverstärker befindet. Gitarrenboxen sind meist mit einem, zwei, oder vier Lautsprechern bestückt. Bassgitarrenboxen sogar mit bis zu 8 Lautsprechern.
Die Rückseite einer Box kann zudem geschlossen oder offen sein. Bei einer offenen Ausführung befindet sich ein Loch in der Rückwand, aus dem der Schall austreten kann. Dies sorgt für eine gute Schallausbreitung im Raum und wird deswegen häufig für Stile wie Blues, Jazz oder Pop verwendet. Geschlossene Boxen haben eine stärkere Bassabstrahlung nach vorne als offene Boxen und werden deswegen zumeist für Rock, Hardrock, Punk sowie Metal benutzt.
Die Lautsprechergrößen sind genormt und weisen Durchmesser von hauptsächlich 10″ oder 12″ auf. 12″ große Lautsprecher sind dabei deutlich häufiger als 10″ Lautsprecher vertreten.
Bei kleinen Gitarrenboxen (meist, welche die als Comboverstärker für Anfänger gebaut sind), werden auch 8″ und sogar 6″ große Lautsprecher verbaut.
Sind vier 12″ Lautsprecher in einer Box verbaut, wird diese umgangssprachlich „4x12er Box“ genannt (gesprochen „Vier-Zwölfer“). Zwei 12″ Lautsprecher „2x12er“, etc.
Gitarrenboxen werden meist in Kombination mit einem Topteil-Verstärker gekauft, da diese Verstärkerart nicht in der Lage ist als eigene Einheit den Schall wiederzugeben.
Die Box weist zudem eine Impedanzangabe auf, die mit der des Verstärkers übereinstimmen sollte.